# Rodigo
Rodigo és un municipi situat al territori de la província de Màntua, a la regió de la Llombardia, (Itàlia).
Rodigo limita amb els municipis de Castellucchio, Ceresara, Curtatone, Gazoldo degli Ippoliti, Goito i Porto Mantovano.
Pertanyen al municipi les frazioni de Fossato i Rivalta sul Mincio

## Galeria

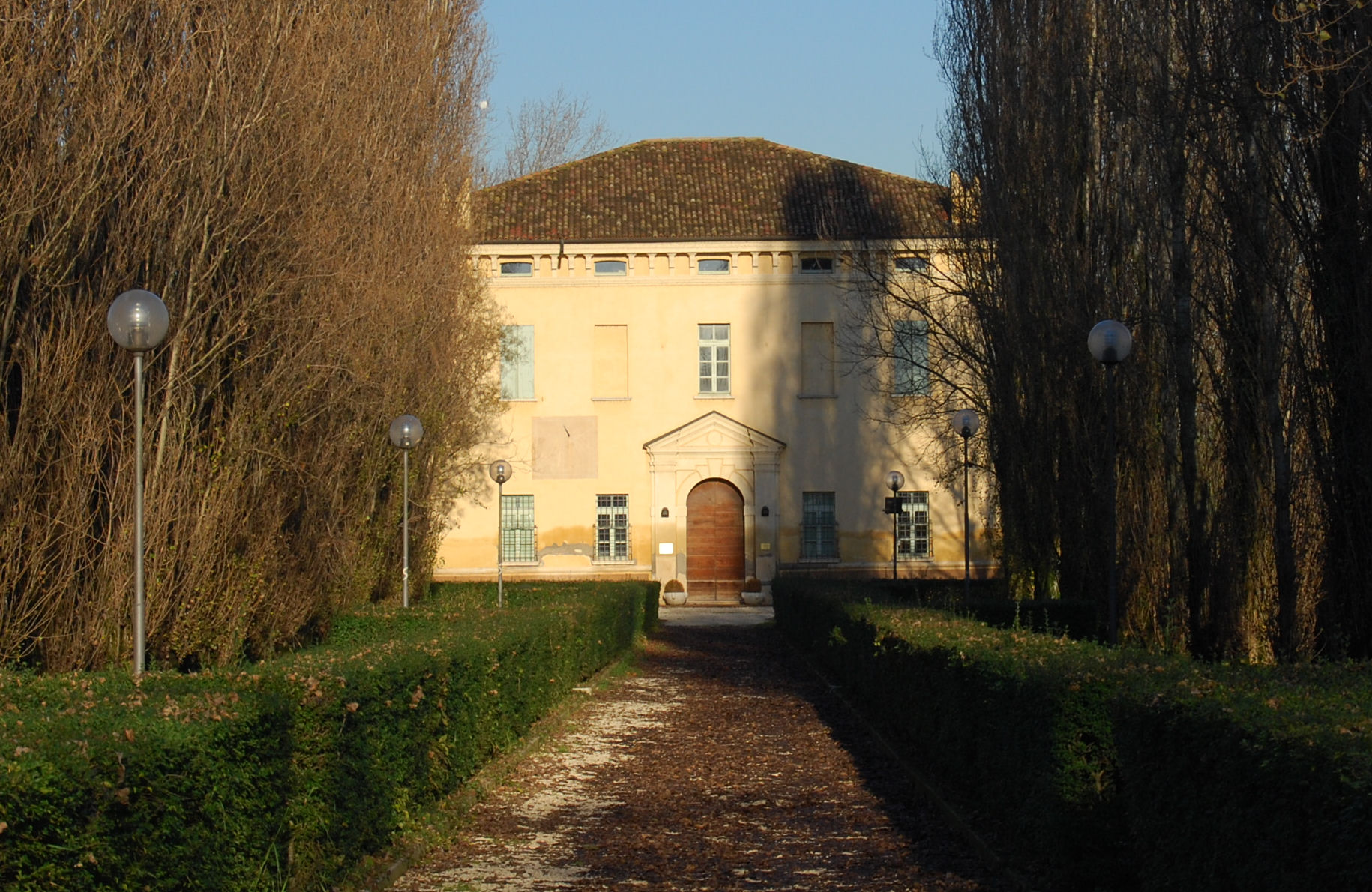
Villa Balestra